# Шевченко Станіслав Володимирович
Станіслав Володимирович Шевченко (1 листопада 1970, Еліста) — російський волейболіст і спортивний функціонер, президент Всеросійської федерації волейболу з 2010 року.

## Біографія

### Ігрова кар'єра
Станіслав Шевченко починав займатися волейболом у республіканській дитячо-юнацькій спортшколі Елісти, першим тренером спортсмена був Віктор Сєров.
Виступав на позиції нападника другого темпу в тагарозькому «Прибої» (до 1988 року), ростовському СКА (1988/89-1990/91), ЦСКА (1991/92-1996/97). У 1994 році у складі збірної Росії брав участь в розіграші Світової ліги і на чемпіонаті світу в Греції. У 1997 році переїхав в Туреччину, де грав у команді «Зіраат Банкаси» (Анкара).
Після повернення до Росії грав на позиції ліберо в команді «Білогір'я-Динамо» (1999/00-2000/01) і столичному «Промені» (2001/02-2002/03).

### Кар'єра функціонера
Після закінчення кар'єри працював тренером-менеджером московського «Динамо». З 2005 року займає керівні посади у Всеросійської федерації волейболу (ВФВ): генерального директора, першого віце-президента (з грудня 2006 року), виконуючого обов'язки президента (з 2009 року). 16 квітня 2010 року обраний президентом ВФВ.
З 2008 року входить до складу Адміністративної ради FIVB. 5 серпня 2010 року його обрали членом Виконкому Олімпійського комітету Росії.

## Досягнення
- Чотириразовий чемпіон Росії: 1993/94-1995/96, 1999/2000)
- Срібний призер чемпіонату Росії: 1992/93
- Бронзовий призер чемпіонату Росії: 1996/97
- Володар Кубка Росії: 1994